# Kamienica Judy Salomonowicza przy ul. Zielonej 25 w Łodzi
Kamienica Judy Salomonowicza przy ul. Zielonej 25 w Łodzi – modernistyczna kamienica znajdująca się na rogu ul. Zielonej oraz ul. Gdańskiej w Łodzi.

## Historia
Obiekt wzniesiono na niezabudowanym terenie należącym wcześniej do kompleksu fabrycznego Rudolfa Kellera, a następnie Emila Eiserta. Budowę rozpoczęto w maju 1936. Pierwotny projekt przewidywał wzniesienie obiektu trzy- i czteropiętrowego o dwóch ryzalitach frontowych i dwóch w elewacji tylnej. W czerwcu 1936 projekt zmieniono, proponując wzniesienie budynku pięciopiętrowego, z pojedynczym ryzalitem w elewacji tylnej. W 1938 został zmieniony pierwotny wygląd centralnej części elewacji frontowej. Projekt podpisał Henryk Lewinson.
Budynek wpisany jest do gminnej ewidencji zabytków miasta Łodzi pod numerem 2219.

## Architektura
Kamienica jest przykładem architektury stylu 1937 roku. Posiada złożony układ, na planie zbliżonym do litery L z dwoma frontowymi ryzalitami od strony ul. Zielonej oraz pojedynczym ryzalitem od strony dziedzińca. Wjazd na posesję znajduje się od strony ul. Gdańskiej wzdłuż odsłoniętej północnej ściany szczytowej, natomiast wejście frontowe z cour d'honneur od strony ul. Zielonej.
Budynek posiada cztery piętra oraz piwnicę. Znajduje się w nim 38 osiem mieszkań dwu-, trzy- oraz czteropokojowych. Na poziomie parteru znajdują się trzy lokale użytkowe z obszernymi witrynami w ryzalitach. Większe mieszkania posiadały osobne wejścia dla służby. Natomiast jedna z dwóch klatek schodowych została zaaranżowana w formie oświetlonego od góry atrium, z biegami schodów i galerią usytuowaną wzdłuż ścian.
Dachy kamienicy posiadają niewielki kąt nachylenia połaci. Elewacja frontowa południowa (od strony ul. Zielonej), dwunastoosiowa o kompozycji symetrycznej. Fasadę podzielono na trzy części, z których skrajne stanowią czteroosiowe ryzality flankujące, również czteroosiową, część centralną. Osie części centralnej wyraźnie wyróżnione poprzez biegnące przez cztery kondygnacje, pseudowykusze założone na planie wycinka koła, z oknami typu porte-fenêtre, rozdzielone szerokimi, żłobkowanymi pilastrami. W skrajnych osiach ryzalitów umieszczono czterokondygnacyjne półokrągłe wykusze. Pozostałe osie wyznaczono czteroskrzydłowymi oknami.
Elewacja frontowa wschodnia (od strony ul. Gdańskiej) składa się z siedmiu osi. Powyżej parteru znajdują się trzy półokrągłe, czterokondygnacyjne wykusze rozmieszczone skrajnie i centralnie w ramach fasady. Pierwotnie fasady obłożono płytami ze sztucznego kamienia (imitacja czerwonego piaskowca), a parter do wysokości gzymsu kordonowego zdobiony był żłobieniami w tynku, które jednak zniszczono podczas termomodernizacji budynku.